# クオンボカ祭り

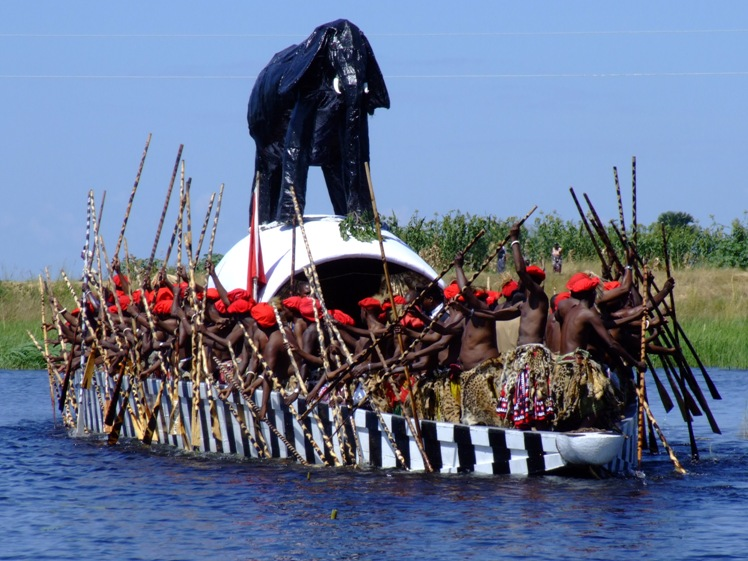
王様の艀（はしけ）

クオンボカ祭り（-まつり）はザンビアのロジ族に伝わる伝統的な祭り。ザンビア西部州のモング市周辺で行われる。
ロジ族の王（リトゥンガ)は乾季にはザンベジ川の氾濫原の中にある、モングの北12kmの地点にあるレアルイに住んでいるため、川の水量が増える雨季には町の周囲が水没してしまう。そのため王とその一族は雨季になると低地にあるレアルイの宮殿から、モングの北17km地点の高台にあるリムルンガの宮殿へと舟で移動する。この移動は王の舟を中心に大規模な船団を組んで華やかに行われる。この祭りは大規模な祭りであり、ザンビア各地から観光客が押し寄せる。